# نادي الإفطار
نادي الإفطار (بالإنجليزية: The Breakfast Club)‏ هو فيلم دراما وكوميديا أمريكي صدر في 1985 من تآليف وإخراج جون هيوز وبطولة اميليو استيفيز وأنتوني مايكل هال وجاد نيلسون ومولي رينغوالد وآلي شيدي. القصة تتبع خمس مراهقين، كل واحد منهم ينتمي إلى مجموعة مختلفة في الثانوية، حيث يمضون يوم السبت في الاحتجاز معاً ويدركون انهم مختلفون جميعاً عن صورتهم النمطية.
الفيلم يعتبر في نظر النقاد واحد من أعظم أفلام المدرسة الثانوية على الإطلاق، إضافة إلى كونه أفضل أعمال جون هيوز. في 2008 وضعته مجلة الأفلام البريطانية إمباير في المركز 369 ضمن قائمة أفضل 500 فيلم على الإطلاق. انترتينمنت ويكلي صنفته في المركز الأول ضمن قائمة أفضل 50 فيلم عن الثانوية." نادي الإفطار هو مصطلح يستخدم لوصف الطلبة المعاقبين بالاحتجاز المدرسي أثناء الإجازة الأسبوعية في الولايات المتحدة.

## الممثلون والشخصيات
- اميليو استيفيز بدور أندرو «اندي» كلارك
- أنتوني مايكل هال بدور براين جونسون
- جاد نيلسون بدور جون بندر
- مولي رينغوالد بدور كلير ستانديش
- آلي شيدي بدور آليسون رينولدز
- بول غليسون بدور ريتشارد «ديك» فيرنون، مساعد المدير
- جون كابلوس بدور كارل رييد، حاجب المدرسة

## الاستقبال النقدي
الفيلم حاصل على نسبة 91% على موقع الطماطم الفاسدة بناءً 44 مراجعة. كان الإجماع النقدي للموقع: «نادي الإفطار هو نظرة دافئة وثاقبة ومضحكة جداً داخل حياة المراهقين.» على ميتاكريتيك حاصل على متوسط تقييم 62% بناءً على 11 مراجعة.

## روابط خارجية
- نادي الإفطار على موقع IMDb (الإنجليزية)
- نادي الإفطار على موقع ميتاكريتيك (الإنجليزية)
- نادي الإفطار على موقع الموسوعة البريطانية (الإنجليزية)
- نادي الإفطار على موقع روتن توميتوز (الإنجليزية)
- نادي الإفطار على موقع نتفليكس (الإنجليزية)
- نادي الإفطار على موقع قاعدة بيانات الأفلام العربية
- نادي الإفطار على موقع ألو سيني (الفرنسية)
- نادي الإفطار على موقع Turner Classic Movies (الإنجليزية)
- نادي الإفطار على موقع أول موفي (الإنجليزية)
- نادي الإفطار على موقع بوكس أوفيس موجو (الإنجليزية)
- The Breakfast Club DVD official Universal Studios website